# Museo dell'Opera del Duomo (Perugia)
Il Museo dell'Opera del Duomo, meglio conosciuto come Museo del Capitolo della Cattedrale di San Lorenzo, è un museo di Perugia, attiguo alla Cattedrale di San Lorenzo.

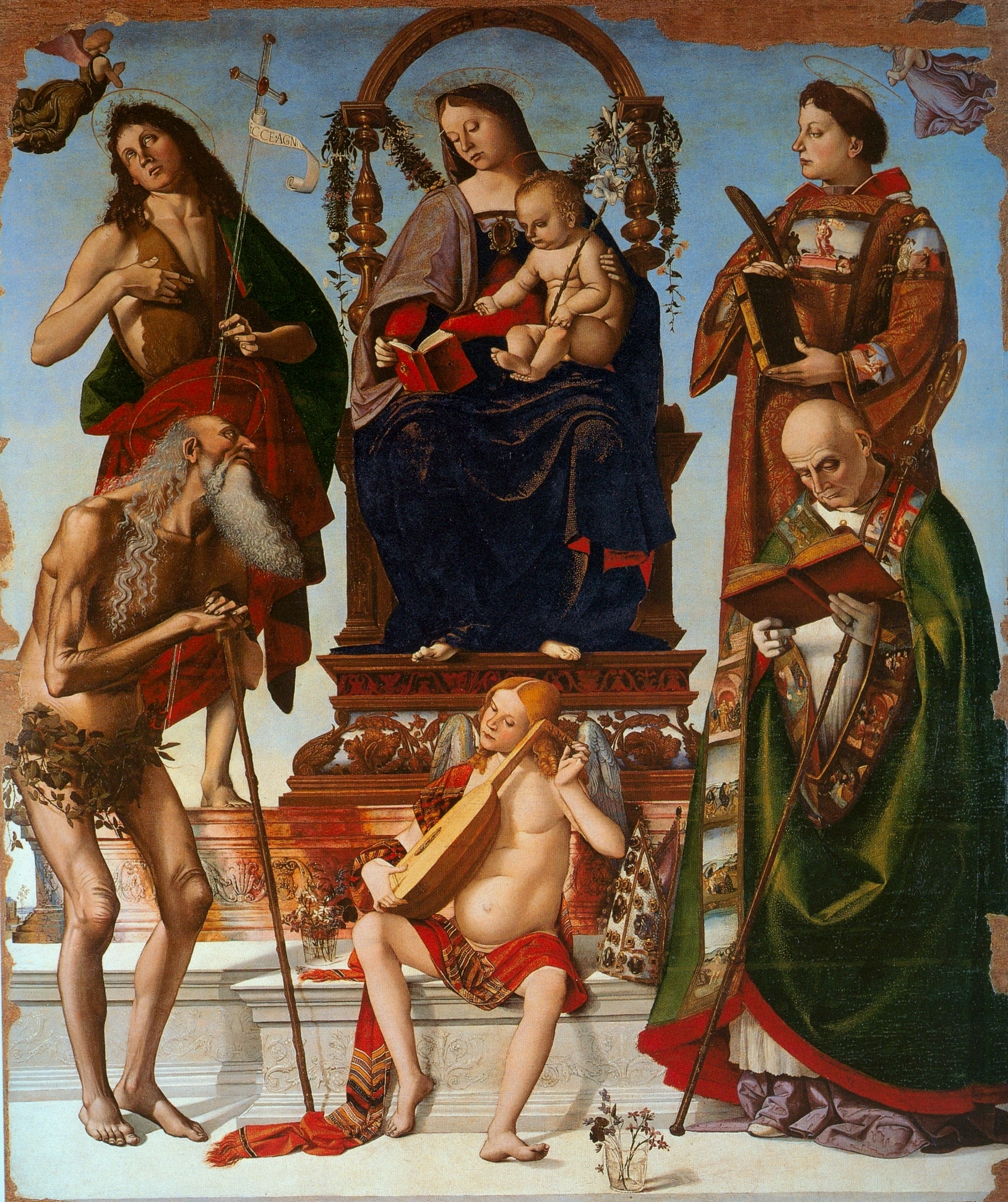
La Pala di Sant'Onofrio di Luca Signorelli

## Storia
Il museo fu voluto dai Capitolo della Cattedrale (da qui il nome di "Capitolare") e ospitato in una delle sue sedi. Venne aperto nel 1923, nelle sole prime sale. Negli anni '80 il museo fu chiuso per lavori di scavo, diretti dall'ingegner Luciano Vagni, in cui vennero scoperti alcuni locali sotterranei. Riaperto nel 2000, oggi vi si possono ammirare numerose opere d'arte, tra cui primeggia la Pala di Sant'Onofrio di Luca Signorelli.

## Sale ed opere
Il museo è ospitato in 25 sale attigue al chiostro, accanto alla Cattedrale di San Lorenzo, al piano terra ed al piano inferiore, in alcuni locali della cripta. Le opere esposte vanno dall'alto Medioevo al XIX secolo.

### Sala 1
Nella prima sala si trova l'ingresso e la biglietteria. Anticamente questa sala ospitava il refettorio dei canonici.

### Sala 2 - Il tesoro
- Parato Armellini (scuola romana-perugina, XVI sec.)
- Pastorale (orafo umbro, seconda metà del XVI sec.)
- Pastorale (orafo umbro, seconda metà del XIX sec.)
- Pastorale orientale (ignoto, XVII sec.)
- Oreficerie con calici, piatti, candelieri, turiboli, navicelle, croci, campanelle (oreficeria del centro Italia, dal XV al XIX sec.)
- Leggio (ignoto, XVII sec.)
- Busto di Sant'Ercolano (scuola fiorentina, fine XVI sec.)
- Croce da Tavolo (ignoto, XVII sec.)
- Bussollo (arte umbra, metà XVIII sec.)

### Sala 3 - I codici manoscritti e miniati
- Custodia di Libro Liturgico (scuola veneziana, XII sec.)
- codici e manoscritti (scuola locale, sec. XIV-XVI sec.)

### Sala 4 - Sala rossa
- Arredi (XVIII sec.)
- Paesaggi (Alessio de Marchis, prima metà XVIII sec.)
- statua San Lorenzo (arte umbra, seconda metà XVI sec.)
- statua S.Stefano (arte umbra, seconda metà XVI sec.)
- Madonna Orante (Tito Moretti, 1872)

### Sale 5 e 6 - Biblioteca Capitolare
Chiuse e accessibili solo per studio.

### Sale 7, 8, 9 e 10 - Parte sotterranea
- frammenti scultorei (secc. VI a XVI sec. circa)

### Sala 11 - Lapidario XV-XVI secolo
- Altare della Famiglia Cantagallina (ignoto, seconda metà XV sec.)
- Alatare di San Bernardino (ignoto, seconda metà XV sec.)

### Sale 12 e 13 - Frammenti scultorei medievali
- Testa Leonina (scuola umbra, XIII sec.)
- Genesi (scuola umbra, XII sec.)
- Creazione di Eva (attr. Giovanni Pisano, XIII-XIV sec.)
- Testa di Fanciullo (scuola umbra, XII sec.)
- Testa di chierico (Bottega di Arnolfo di Cambio, fine XIII sec.)
- Salvatore benedicente (Bottega di Arnolfo di Cambio, fine XIII sec.)
- Testa (Giovanni Pisano, XIV sec.)

### Sala 14 - Pinacoteca XIV-XV secolo
- Madonna col Bambino (scuola umbra, XIV-XV sec.)
- Madonna del Verde (arte umbra, inizio XV sec.)

### Sala 15 - I capolavori medievali
- statua Madonna della Costa (arte umbra, XII sec.)
- Trittico (Meo di Guido da Siena, prima metà XIV sec.)
- Madonna del Latte (Andrea Vanni, XIV sec.)
- Trittico (Agnolo Gaddi, XIV sec.)
- Faldistorio (arte meridionale, inizio XIII sec.)
- Dormitio Mariae (scuola umbra, prima metà XV sec.)

### Sala 16 - La Pietà
- Pietà (Bartolomeo Caporali, 1486)

### Sala 17 - Il '400 perugino
- Gonfalone scultoreo bifronte (Battista di Baldassare Mattioli, 1453)
- Cristo e Santi (Ludovico di Angelo Mattioli, 1489)
- Coppia di angeli reggiceri (arte umbra, XV sec.)

### Sala 18 - Gli artisti perugini del '400-'500
- Gonfalone di san Fiorenzo (Benedetto Bonfigli, 1476)
- Madonna col Bambino (Bottega Bartolomeo Caporali, 1515)
- Madonna col Bambino e Santi (Botteda del Perugino, fine XV sec.)
- Martirio di san Lorenzo (Giannicola di Paolo, 1513)
- Madonna con Bambino e angeli (scuola fiorentina, inizi XVI sec.)

### Sala 19 - Artisti locali e forestieri del Rinascimento perugino
- San Lorenzo (Bernardino di Mariotto, XVI sec.)
- Altarolo a sportelli (Niccolò del Priore, XV sec.)
- Pala di Sant'Onofrio (Luca Signorelli, 1484)
- Coppia scultorea di Angeli ceriferi (scuola umbra, XVI sec.)
- Madonna col Bambino tra santi (ignoto umbro, XIX sec.)
- Madonna col Bambino e santi (Pompeo di Piergentile Cocchi, 1529)

### Sala 20 - Arte tra XVI e XVII secolo
- Madonna in trono tra angeli e santi (Girolamo Danti, 1573 circa)
- Coppia scultorea di Angeli Adoranti (ignoto umbro, XV-XVI sec.)
- Bassorilievo con testa di Cristo (Vincenzo Danti, XVI sec.)
- Maddalena penitente (ambito di Giandomenico Cerrini, 1662 circa)
- Sant'Agnese (arte umbra, XVII sec.)
- Santa Lucia (arte umbra, XVII sec.)

### Sala 21 - La pittura di genere
- Natura morta (ignoto, XVII sec.)
- Natura morta (ignoto, XVII sec.)
- Natura morta (ignoto, XVII sec.)
- Natura morta (ignoto, XVII sec.)
- Veduta di Piazza Grande a Perugia (ignoto umbro, inizi XVIII d.C.)
- Veduta di Piazza Grande a Perugia (ignoto umbro, inizi XVIII sec.)

### Sala 22 - Gli Ex voto
- Miracoli di san Giuseppe sposo (ignoto, XVII sec.)
- Martirio di san Lorenzo (Anton Maria Fabrizi, prima metà XVII sec.)
- Martirio di sant'Ercolano (Mattia Batini, inizi XVIII sec.)

### Sala 23 - La pittura religiosa del XVIII secolo
- Madonna del Rosario (Vincenzo Monotti, 1773)
- San Giovanni Battista (Francesco Mancini, prima metà XVIII sec.)
- Cristo deposto (Giacinto Boccanera, 1729)

### Sala 24 - Lo sposalizio della Vergine
- Sposalizio della Vergine (Carlo Labruzzi, 1814)
- Elemosina di san Lorenzo (Baldassarre Orsini, seconda metà XVIII sec.)
- Martirio di san Lorenzo (Baldassarre Orsini, seconda metà XVIII sec.)

### Sala 25 - Sala del dottorato
Adiacente al museo, conserva affreschi raffiguranti papa Giovanni XXII tra gli imperatori Carlo IV e Sigismondo.
Sono presenti inoltre:
- Ritratto di Papa Leone XIII (ignoto, XIX-XX sec.)
- San Carlo Borromeo e la nipote (Ulisse Ribustini, 1888)